# 多摩

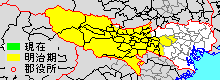
多摩郡（明治初期）

多摩（たま）とは、東京都を中心とした一部地域をあらわした名称。
時代変化や別表記など違いがある。
1878年までの郡時代において多摩郡を範囲とする。
現代で言う多摩地域（東京都のうち23区・離島を除く）を中心とするが、それより若干広く、区部の一部（中野区全域・杉並区全域・世田谷区の一部）、神奈川県川崎市多摩区・麻生区および相模原市の一部も含み、川崎市多摩区の区名にもその名が残っている。

## 表記
異字表記として府中市多磨町（旧北多摩郡多磨村）の多磨や、世田谷区玉川の「玉」がある。
多麻の表記も「多麻史談會1935年」などに見られる。

## 語源
『和名類聚鈔』に「太婆」の注釈が記されていること、多摩川の上流部（現在は奥多摩湖で分断されている）に丹波山村を水源とする丹波川（たばがわ）があることなどから、古くはタバであったとする説がある。また、『安閑紀』にある多氷が、多末の誤記で、多摩のことだともいう。これらの説は江戸時代の『新編武蔵風土記稿』で言及された。
タマ（あるいはタバ）自体の語源は明確となっていない。
- 「タマ」とは「霊魂」のことで、つまり多摩川は「霊力をもつ川」「神聖なる川」である。武蔵国の総社である大國魂神社の近くを流れ、禊のための聖水を提供していたことから名付けられたと言われる[2]。水神が取り憑く神聖な川から来た説もある[2]。また、昔にこの地に定住していた部族が国魂神を信仰していたため、神聖な地として「霊の郡」（たまのこおり）、神聖な川として「霊の川」と呼ぶようになったという説もある[3]。
- 「タマ」とは「玉石・美しいもの・優れているもの」を指す言葉で、この川の流れが「玉のように美しくきれい」であることから、「玉川」と名付けられた[4]。
- 「タマ」とは「渟り」（たまり）から一部が脱落した言葉である。水の欠乏に悩んだ古代人は多摩川の大きさに驚いて、「溜まれる水」と賛嘆したことに由来する[4]。
- 「タマ」とは「田間」、つまり「水田が広がっている所」のことで、「埼玉郡」「児玉郡」と同源である。ただし、この説では「多摩郡」の名前が先で、そこを流れる川として「多摩川」の名前が出たと見られる[5]。

- タマ（リ）。水が多く溜まる地の意味。
- 田間。
- 峠を意味する「タワ」、あるいはウラル・アルタイ説でその古形とされる「ダバ」。大菩薩峠から流れる川の意。
- 勾玉川（まがたまかわ）の語源が訛った説もあり、埼玉（さいたま、古くは、さきたま）まで生産地として、埼玉県さいたま市より流通していた説もある。
- 魂。

など諸説がある。

## 多摩を冠する名称

### 地形
- 多摩丘陵
- 多摩川
- 奥多摩
- 多摩湖
- 多摩平（日野市）

### 行政区画
- 多摩地域（多摩地区）
- 多摩郡（令制国の武蔵国多摩郡）
- 西多摩郡
- 東多摩郡（1896年南豊島郡と合併し消滅）
- 北多摩郡（1970年消滅）
- 南多摩郡（1971年消滅）
- 多摩市 - 旧南多摩郡多摩町
- 川崎市多摩区 - 中心部の稲田がかつて多摩郡内だった。

### 地域名
- 多摩ニュータウン
- 多摩田園都市
- 玉川地域（世田谷区）

### 施設
- 多摩動物公園
- 多磨霊園（府中市）
- 国立療養所多磨全生園（東村山市）
- 多摩テック（閉園）

### 交通
- 多摩都市モノレール線
- 多摩センター駅
- 小田急多摩線 / 多摩急行（小田急電鉄の列車種別、廃止）
- 多摩境駅
- 南多摩駅
- 奥多摩駅
- 多摩バス（西東京バスの過去の子会社）

### その他
- 多摩だるま
- TM NETWORK - 由来は「多摩ネットワーク」の略

## ナンバープレート
東京都多摩市・稲城市・武蔵野市・三鷹市・調布市・府中市・小金井市・国分寺市・国立市・小平市・西東京市・東村山市・東大和市・立川市・町田市・昭島市・狛江市・東久留米市・清瀬市・武蔵村山市に所在する自動車のナンバープレートに、国土交通省運輸局記号として「多摩」と表記される。東京都国立市に所在する「関東運輸局東京運輸支局多摩自動車検査登録事務所」を示す。